# Lista zawodowych mistrzów świata wagi muszej
Waga musza jest jedną z 8 klasycznych kategorii boksu zawodowego, która wprowadzona została jako ostatnia w 1911 r. Jej limit wynosi 50,802 kg (112 funtów).
Pierwszym powszechnie uznawanym mistrzem świata był od roku 1916 Jimmy Wilde. Do roku 1965 praktycznie był jeden powszechnie uznawany mistrz świata. Po powstaniu nowych organizacji boksu zawodowego, każda uznaje swoich mistrzów świata i prowadzi własne listy bokserów ubiegających się o tytuł. Poniżej zestawiono mistrzów świata powszechnie uznanych oraz czterech podstawowych organizacji boksu zawodowego:
- World Boxing Association (WBA) powstała w roku 1921 jako National Boxing Association (NBA),

- World Boxing Council (WBC) założona w roku 1963,

- International Boxing Federation (IBF) założona w 1983,

- World Boxing Organization (WBO) założona w roku 1988.

| Zdobycie tytułu | Utrata tytułu        | Mistrz                     | Mistrz                       | Organizacja             | Obrona tytułu |
| --- | -------------------- | -------------------------- | ---------------------------- | ----------------------- | ------------- |
| 18 grudnia 1916 | 18 czerwca 1923      | Jimmy Wilde                | Wielka Brytania              | Uniwersalny             | 2             |
| Wilde został powszechnie uznany za mistrza świata kiedy pokonał Amerykanina Young Zulu Kida przez KO w 11 rundzie. |                      |                            |                              |                         |               |
| 18 czerwca 1923 | 14 lipca 1925        | Pancho Villa               | Filipiny                     | Uniwersalny             | 3             |
| Pancho Villa zmarł 14 lipca 1925, 10 dni po przegranym pojedynku z Jimmym McLarninem, którego stawką nie był tytuł mistrzowski. Przyczyną śmierci była infekcja po usunięciu zęba. O wakujący tytuł 22 sierpnia 1925 w obecności 25 000 widzów Fidel LaBarba pokonał mistrza USA Frankie Genaro w 10 rundach na punkty. |                      |                            |                              |                         |               |
| 22 sierpnia 1925 | 23 sierpnia 1927     | Fidel LaBarba              | Stany Zjednoczone            | Uniwersalny             | 3             |
| LaBarba wycofał się po obronie tytułu z Johnnym Vaccą rozpoczynając naukę na Stanford University. |                      |                            |                              |                         |               |
| 22 października 1927 | 4 grudnia 1927       | Pinky Silverberg           | Stany Zjednoczone            | NBA                     | 0             |
| NBA zdecydowała się zorganizować turniej, który wyłonił Kanadyjczyka Frenchy Belangera. |                      |                            |                              |                         |               |
| 16 grudnia 1927 | 1929                 | Corporal Izzy Schwartz     | Stany Zjednoczone            | NYSAC                   | 5             |
| NYSAC zadeklarowała wakat w 1929. |                      |                            |                              |                         |               |
| 19 grudnia 1927 | 6 lutego 1928        | Frenchy Belanger           | Kanada                       | NBA                     | 0             |
| 6 lutego 1928 | 2 marca 1929         | Frankie Genaro             | Stany Zjednoczone            | NBA                     | 3             |
| 2 marca 1929 | 18 kwietnia 1929     | Émile Pladner              | Francja                      | NBA                     | 0             |
| 18 kwietnia 1929 | 26 października 1931 | Frankie Genaro             | Stany Zjednoczone            | NBA                     | 8             |
| 21 marca 1930 | 16 września 1935     | Midget Wolgast             | Stany Zjednoczone            | NYSAC                   | 3             |
| 26 października 1931 | 31 października 1932 | Young Perez                | Tunezja                      | NBA                     | 0             |
| 31 października 1932 | 9 września 1935      | Jackie Brown               | Wielka Brytania              | NBA                     | 4             |
| 9 września 1935 | 19 stycznia 1937     | Benny Lynch                | Wielka Brytania              | NBA                     | 2             |
| 16 września 1935 | 19 stycznia 1937     | Small Montana              | Filipiny                     | NYSAC                   | 1             |
| 19 stycznia 1937 | 29 czerwca 1938      | Benny Lynch                | Wielka Brytania              | Uniwersalny             | 1             |
| Lynch nie potrafiąc utrzymać wagi zrzekł się tytułu. Peter Kane pokonując Jackie Juricha 22 września 1938 został nowym mistrzem świata. |                      |                            |                              |                         |               |
| 22 września 1938 | maj 1939             | Peter Kane                 | Wielka Brytania              | Uniwersalny             | 0             |
| Kane nie broni tytułu i przechodzi do wagi koguciej. |                      |                            |                              |                         |               |
| 14 grudnia 1939 | 1942                 | Little Dado                | Filipiny                     | NBA                     | 1             |
| NBA oglasza mistrzem Little Dado w 1939. Po jednokrotnej obronie tytułu 21 lutego 1941 z Jackie Jurichem, Dado nie jest w stanie utrzymać limitu wagi muszej i rezygnuje z tytułu w roku 1942. Ponownie za mistrza uznawany jest Peter Kane.                                                                            |                      |                            |                              |                         |               |
| 19 czerwca 1943 | 1946                 | Jackie Paterson            | Wielka Brytania              | Uniwersalny             | 1             |
| Peterson pokonuje swojego rodaka Petera Kane w walce o tytuł 19 czerwca 1943 r. zostaje pozbawiony tytułu nie mogąc utrzymać limitu wagi i wystąpić w obronie tytułu z Dado Marino. |                      |                            |                              |                         |               |
| 20 października 1947 | 23 marca 1948        | Rinty Monaghan             | Wielka Brytania              | NBA                     | 1             |
| 23 marca 1948 | 30 marca 1950        | Rinty Monaghan             | Wielka Brytania              | Uniwersalny             | 2             |
| Monaghan zdobywa tytuły NBA i BBBC 20 października 1947 po pokonaniu Dado Marino, a mistrzem uniwersalnym zostaje 23 marca 1948 po pokonaniu Jackie Petersona. Tytuł wakuje po ogłoszeniu przez Monoghana 30 marca 1950 rezygnacji ze względu na chroniczny bronchit.                                                   |                      |                            |                              |                         |               |
| 25 kwietnia 1950 | 1 sierpnia 1950      | Terry Allen                | Wielka Brytania              | Uniwersalny             | 0             |
| 1 sierpnia 1950 | 19 maja 1952         | Dado Marino                | Stany Zjednoczone            | Uniwersalny             | 1             |
| 19 maja 1952 | 26 listopada 1954    | Yoshio Shirai              | Japonia                      | Uniwersalny             | 4             |
| 26 listopada 1954 | 16 kwietnia 1960     | Pascual Pérez              | Argentyna                    | Uniwersalny             | 9             |
| 16 kwietnia 1960 | 10 października 1962 | Pone Kingpetch             | Tajlandia                    | Uniwersalny             | 2             |
| 10 października 1962 | 12 stycznia 1963     | Fighting Harada            | Japonia                      | WBA                     | 0             |
| 12 stycznia 1963 | 18 września 1963     | Pone Kingpetch             | Tajlandia                    | WBA                     | 0             |
| 18 września 1963 | 23 stycznia 1964     | Hiroyuki Ebihara           | Japonia                      | Uniwersalny (WBA & WBC) | 0             |
| 23 stycznia 1964 | 23 kwietnia 1965     | Pone Kingpetch             | Tajlandia                    | Uniwersalny             | 0             |
| 23 kwietnia 1965 | listopad 1965        | Salvatore Burruni          | Włochy                       | Uniwersalny             | 0             |
| Burruni zostaje pozbawiony tytułu WBA w listopadzie 1965 po odmowie walki z oficjalnym challengerem Horacio Accavallo. |                      |                            |                              |                         |               |
| listopad 1965 | 14 czerwca 1966      | Salvatore Burruni          | Włochy                       | WBC                     | 1             |
| 1 marca 1966 | 12 sierpnia 1967     | Horacio Accavallo          | Argentyna                    | WBA                     | 3             |
| Accavallo ogłasza rezygnację z tytułu po zwycięstwie nad dawnym mistrzem świata Japończykiem Hiroyuki Ebiharą 12 sierpnia 1967. |                      |                            |                              |                         |               |
| 14 czerwca 1966 | 30 grudnia 1966      | Walter McGowan             | Wielka Brytania              | WBC                     | 0             |
| 30 grudnia 1966 | 23 lutego 1969       | Chartchai Chionoi          | Tajlandia                    | WBC                     | 4             |
| 23 lutego 1969 | 20 marca 1970        | Efren Torres               | Meksyk                       | WBC                     | 1             |
| 30 marca 1969 | 19 października 1969 | Hiroyuki Ebihara           | Japonia                      | WBA                     | 0             |
| 19 października 1969 | 5 kwietnia 1970      | Bernabe Villacampo         | Filipiny                     | WBA                     | 0             |
| 20 marca 1970 | 7 grudnia 1970       | Chartchai Chionoi          | Tajlandia                    | WBC                     | 0             |
| 5 kwietnia 1970 | 22 października 1970 | Berkrerk Chartvanchai      | Tajlandia                    | WBA                     | 0             |
| 22 października 1970 | 24 stycznia 1973     | Masao Ohba                 | Japonia                      | WBA                     | 5             |
| Ohba po obronie tytułu WBA, 2 stycznia 1973 (przez KO w 12r.)z Tajlandczykiem Chartchai Chionoi w dniu 24 stycznia 1973 r. ginie w wypadku samochodowym. |                      |                            |                              |                         |               |
| 7 grudnia 1970 | 20 listopada 1971    | Erbito Salavarria          | Filipiny                     | WBC                     | 2             |
| Salavarria traci tytuł WBC po remisowej walce z Betulio Gonzalezem 20 listopada 1971. |                      |                            |                              |                         |               |
| 3 czerwca 1972 | 29 września 1972     | Betulio González           | Wenezuela                    | WBC                     | 0             |
| 29 września 1972 | 10 lipca 1973        | Venice Borkhorsor          | Tajlandia                    | WBC                     | 1             |
| Borkhorsor po zwycięstwie 10 lipca 1973 nad Julio Guerrero zrezygnował z tytułu WBC przechodząc do wagi koguciej. |                      |                            |                              |                         |               |
| 17 maja 1973 | 18 października 1974 | Chartchai Chionoi          | Tajlandia                    | WBA                     | 2             |
| 4 sierpnia 1973 | 1 października 1974  | Betulio González           | Wenezuela                    | WBC                     | 2             |
| 1 października 1974 | 8 stycznia 1975      | Shoji Oguma                | Japonia                      | WBC                     | 0             |
| 18 października 1974 | 1 kwietnia 1975      | Susumu Hanagata            | Japonia                      | WBA                     | 0             |
| 8 stycznia 1975 | 18 marca 1979        | Miguel Canto               | Meksyk                       | WBC                     | 14            |
| 1 kwietnia 1975 | 27 lutego 1976       | Erbito Salavarria          | Filipiny                     | WBA                     | 1             |
| 27 lutego 1976 | 2 października 1976  | Alfonso Lopez              | Panama                       | WBA                     | 1             |
| 2 października 1976 | 12 sierpnia 1978     | Guty Espadas               | Meksyk                       | WBA                     | 4             |
| 12 sierpnia 1978 | 17 listopada 1979    | Betulio González           | Wenezuela                    | WBA                     | 3             |
| 18 marca 1979 | 18 maja 1980         | Park Chan-hee              | Korea Południowa             | WBC                     | 5             |
| 17 listopada 1979 | 17 lutego 1980       | Luis Ibarra                | Panama                       | WBA                     | 0             |
| 17 lutego 1980 | 13 grudnia 1980      | Kim Tae-shik               | Korea Południowa             | WBA                     | 1             |
| 18 maja 1980 | 12 maja 1981         | Shoji Oguma                | Japonia                      | WBC                     | 3             |
| 13 grudnia 1980 | 28 marca 1981        | Peter Mathebula            | Republika Południowej Afryki | WBA                     | 0             |
| 28 marca 1981 | 6 czerwca 1981       | Santos Benigno Laciar      | Argentyna                    | WBA                     | 0             |
| 12 maja 1981 | 20 marca 1982        | Antonio Avelar             | Meksyk                       | WBC                     | 1             |
| 6 czerwca 1981 | 26 września 1981     | Luis Ibarra                | Panama                       | WBA                     | 0             |
| 26 września 1981 | 1 maja 1982          | Juan Herrera               | Meksyk                       | WBA                     | 1             |
| 20 marca 1982 | 24 lipca 1982        | Prudencio Cardona          | Kolumbia                     | WBC                     | 0             |
| 1 maja 1982 | 6 maja 1985          | Santos Benigno Laciar      | Argentyna                    | WBA                     | 9             |
| Laciar zrezygnował z tytułu WBA przechodząc do supermuszej. |                      |                            |                              |                         |               |
| 24 lipca 1982 | 6 listopada 1982     | Freddy Castillo            | Meksyk                       | WBC                     | 0             |
| 6 listopada 1982 | 15 marca 1983        | Eleoncio Mercedes          | Dominikana                   | WBC                     | 0             |
| 15 marca 1983 | 27 września 1983     | Charlie Magri              | Wielka Brytania              | WBC                     | 0             |
| 27 września 1983 | 18 stycznia 1984     | Frank Cedeno               | Filipiny                     | WBC                     | 0             |
| 24 grudnia 1983 | 20 grudnia 1985      | Kwon Soon-chun             | Korea Południowa             | IBF                     | 6             |
| 18 stycznia 1984 | 9 kwietnia 1984      | Koji Kobayashi             | Japonia                      | WBC                     | 0             |
| 9 kwietnia 1984 | 8 października 1984  | Gabriel Bernal             | Meksyk                       | WBC                     | 1             |
| 8 października 1984 | 24 lipca 1988        | Sot Chitalada              | Tajlandia                    | WBC                     | 6             |
| 5 października 1985 | 13 lutego 1987       | Hilario Zapata             | Panama                       | WBA                     | 5             |
| 20 grudnia 1985 | 27 kwietnia 1986     | Chung Jong-kwan            | Korea Południowa             | IBF                     | 0             |
| 27 kwietnia 1986 | 2 sierpnia 1986      | Chung Bi-won               | Korea Południowa             | IBF                     | 0             |
| 2 sierpnia 1986 | 22 lutego 1987       | Shin Hi-sup                | Korea Południowa             | IBF                     | 1             |
| 13 lutego 1987 | 30 września 1989     | Fidel Bassa                | Kolumbia                     | WBA                     | 6             |
| 22 lutego 1987 | 5 września 1987      | Dodie Boy Peñalosa         | Filipiny                     | IBF                     | 0             |
| 5 września 1987 | 16 stycznia 1988     | Choi Chang-ho              | Korea Południowa             | IBF                     | 0             |
| 16 stycznia 1988 | 5 października 1988  | Rolando Bohol              | Filipiny                     | IBF                     | 1             |
| 24 lipca 1988 | 3 czerwca 1989       | Kim Yong-kang              | Korea Południowa             | WBC                     | 2             |
| 5 października 1988 | 7 czerwca 1989       | Duke McKenzie              | Wielka Brytania              | IBF                     | 1             |
| 3 marca 1989 | marzec 1990          | Elvis Álvarez              | Kolumbia                     | WBO                     | 0             |
| Alvarez został pierwszym mistrzem organizacji WBO po pokonaniu Miguela Mercedesa. Szybko zrezygnował z tytułu nie będąc zainteresowany jego obroną. |                      |                            |                              |                         |               |
| 3 czerwca 1989 | 15 lutego 1991       | Sot Chitalada              | Tajlandia                    | WBC                     | 4             |
| 7 czerwca 1989 | 11 czerwca 1992      | Dave McAuley               | Wielka Brytania              | IBF                     | 5             |
| 30 września 1989 | 10 marca 1990        | Jesús Rojas                | Wenezuela                    | WBA                     | 0             |
| 10 marca 1990 | 29 lipca 1990        | Lee Yul-woo                | Korea Południowa             | WBA                     | 0             |
| 29 lipca 1990 | 14 marca 1991        | Leopard Tamakuma           | Japonia                      | WBA                     | 1             |
| 18 sierpnia 1990 | 18 marca 1992        | Isidro Pérez               | Meksyk                       | WBO                     | 2             |
| 15 lutego 1991 | 23 czerwca 1992      | Muangchai Kittikasem       | Tajlandia                    | WBC                     | 3             |
| 14 marca 1991 | 1 czerwca 1991       | Elvis Álvarez              | Kolumbia                     | WBA                     | 0             |
| 1 czerwca 1991 | 26 września 1992     | Kim Yong-kang              | Korea Południowa             | WBA                     | 2             |
| 18 marca 1992 | 15 maja 1993         | Pat Clinton                | Wielka Brytania              | WBO                     | 1             |
| 11 czerwca 1992 | 29 listopada 1992    | Rodolfo Blanco             | Kolumbia                     | IBF                     | 0             |
| 23 czerwca 1992 | 12 listopada 1997    | Jurij Arbaczakow           | Rosja                        | WBC                     | 9             |
| Arbaczakow po 9 obronach tytułu w roku 1996 ze względu na poważną kontuzję musiał zawiesić tytuł. Tymczasowym mistrzem był Chatchai Sasakul, z którym ostatecznie stracił tytuł 12 listopada 1997 r. |                      |                            |                              |                         |               |
| 26 września 1992 | 15 grudnia 1992      | Aquiles Guzman             | Wenezuela                    | WBA                     | 0             |
| 29 listopada 1992 | 25 listopada 1994    | Pichit Sitbangprachan      | Tajlandia                    | IBF                     | 5             |
| Sitbangprachan zrezygnował 25 listopada 1994 z tytułu organizacji IBF. |                      |                            |                              |                         |               |
| 15 grudnia 1992 | 13 lutego 1994       | David Griman               | Wenezuela                    | WBA                     | 2             |
| 15 maja 1993 | 11 lutego 1995       | Jacob Matlala              | Południowa Afryka            | WBO                     | 3             |
| 13 lutego 1994 | 24 listopada 1996    | Saen Sor Ploenchit         | Tajlandia                    | WBA                     | 9             |
| 11 lutego 1995 | 13 grudnia 1996      | Alberto Jimenez            | Meksyk                       | WBO                     | 5             |
| 18 lutego 1995 | 22 kwietnia 1995     | Francisco Tejedor          | Kolumbia                     | IBF                     | 0             |
| 22 kwietnia 1995 | 8 września 1995      | Danny Romero               | Stany Zjednoczone            | IBF                     | 1             |
| Romero zdobył wakujący tytuł IBF po zwycięstwie nad Francisco Tejedorem. Zrezygnował z tytułu po porażce z Willy Salazarem 8 września 1995 (nie była to walka w jego obronie) z powodu kontuzji oka. |                      |                            |                              |                         |               |
| 4 maja 1996 | 1998                 | Mark Johnson               | Stany Zjednoczone            | IBF                     | 7             |
| Johnson zdobył wakujący tytuł IBF po zwycięstwie nad Francisco Tejodorem. Zrezygnował z tytułu po przejściu do supermuszej. |                      |                            |                              |                         |               |
| 24 listopada 1996 | 29 maja 1998         | José Bonilla               | Wenezuela                    | WBA                     | 3             |
| 13 grudnia 1996 | 14 sierpnia 1998     | Carlos Gabriel Salazar     | Argentyna                    | WBO                     | 5             |
| 9 maja 1997 | 4 grudnia 1998       | Chatchai Sasakul           | Tajlandia                    | WBC                     | 2             |
| Chatchai Sasakul został tymczasowym mistrzem WBC ze względu na kontuzję Jurija Arbaczukowa. Po pokonaniu go 12 listopada 1997 został mistrzem. |                      |                            |                              |                         |               |
| 29 maja 1998 | 13 marca 1999        | Hugo Rafael Soto           | Argentyna                    | WBA                     | 0             |
| 14 sierpnia 1998 | 23 kwietnia 1999     | Ruben Sanchez Leon         | Meksyk                       | WBO                     | 1             |
| 4 grudnia 1998 | 17 września 1999     | Manny Pacquiao             | Filipiny                     | WBC                     | 1             |
| 13 marca 1999 | 3 września 1999      | Leo Gamez                  | Wenezuela                    | WBA                     | 0             |
| 10 kwietnia 1999 | 16 grudnia 2004      | Irene Pacheco              | Kolumbia                     | IBF                     | 6             |
| 23 kwietnia 1999 | 18 grudnia 1999      | Jose Lopez Bueno           | Hiszpania                    | WBO                     | 1             |
| Lopez Bueno zrezygnował z tytułu po jednokrotnej jego obronie. |                      |                            |                              |                         |               |
| 3 września 1999 | 5 sierpnia 2000      | Sornpichai Kratingdaenggym | Tajlandia                    | WBA                     | 1             |
| 17 września 1999 | 19 maja 2000         | Medgoen Singsurat          | Tajlandia                    | WBC                     | 1             |
| 18 grudnia 1999 | 15 grudnia 2000      | Isidro Garcia              | Meksyk                       | WBO                     | 1             |
| 19 maja 2000 | 2 marca 2001         | Malcolm Tuñacao            | Filipiny                     | WBC                     | 1             |
| 5 sierpnia 2000 | 6 grudnia 2003       | Eric Morel                 | Portoryko                    | WBA                     | 5             |
| 15 grudnia 2000 | 8 września 2001      | Fernando Montiel           | Meksyk                       | WBO                     | 3             |
| Montiel zrezygnował z tytułu WBO po jego obronie 8 września 2001 przechodząc do wyższej kategorii. |                      |                            |                              |                         |               |
| 2 marca 2001 | 18 lipca 2007        | Pongsaklek Wonjongkam      | Tajlandia                    | WBC                     | 17            |
| 13 lipca 2002 | 15 maja 2010         | Omar Andrés Narváez        | Argentyna                    | WBO                     | 16            |
| Narváez zrezygnował z tytułu WBO po zdobyciu 15 maja 2010 tytułu w kategorii supermuszej. |                      |                            |                              |                         |               |
| 6 grudnia 2003 | 19 marca 2007        | Lorenzo Parra              | Wenezuela                    | WBA                     | 5             |
| 16 grudnia 2004 | 7 lipca 2007         | Wachtang Darczinjan        | Armenia                      | IBF                     | 6             |
| 19 marca 2007 | 31 grudnia 2008      | Takefumi Sakata            | Japonia                      | WBA                     | 4             |
| 7 lipca 2007 | 2009                 | Nonito Donaire             | Filipiny                     | IBF                     | 3             |
| Donaire zrezygnował z tytułu IBF po przejściu do kategorii supermuszej. |                      |                            |                              |                         |               |
| 18 lipca 2007 | 29 listopada 2009    | Daisuke Naitō              | Japonia                      | WBC                     | 5             |
| 31 grudnia 2008 | 7 lutego 2010        | Denkaosan Kaovichit        | Tajlandia                    | WBA                     | 2             |
| 20 listopada 2009 | styczeń 2014         | Moruti Mthalane            | Południowa Afryka            | IBF                     | 4             |
| Mthalane zrezygnował z tytułu IBF w styczniu 2014. |                      |                            |                              |                         |               |
| 29 listopada 2009 | 27 marca 2010        | Kōki Kameda                | Japonia                      | WBC                     | 0             |
| 7 lutego 2010 | styczeń 2011         | Daiki Kameda               | Japonia                      | WBA                     | 2             |
| Kameda zrezygnował z tytułu WBA. |                      |                            |                              |                         |               |
| 27 marca 2010 | 2 marca 2012         | Pongsaklek Wonjongkam      | Tajlandia                    | WBC                     | 4             |
| 12 czerwca 2010 | 16 lipca 2011        | Julio César Miranda        | Meksyk                       | WBO                     | 3             |
| Miranda zdobył wakujący tytuł po pokonaniu Richiego Mepranuma przez TKO w 5. r. |                      |                            |                              |                         |               |
| styczeń 2011 | 2 kwietnia 2011      | Luis Concepción            | Panama                       | WBA                     | 0             |
| Concepción od 5 września 2009 był posiadaczem przejściowego tytułu mistrza WBA. Po rezygnacji Kamedy został mistrzem regularnym. |                      |                            |                              |                         |               |
| 2 kwietnia 2011 | 17 listopada 2012    | Hernán Márquez             | Meksyk                       | WBA                     | 2             |
| 16 lipca 2011 | 17 listopada 2012    | Brian Viloria              | Stany Zjednoczone            | WBO                     | 2             |
| 2 marca 2012 | 16 lipca 2012        | Sonny Boy Jaro             | Filipiny                     | WBC                     | 0             |
| 16 lipca 2012 | 8 kwietnia 2013      | Toshiyuki Igarashi         | Japonia                      | WBC                     | 1             |
| 17 listopada 2012 | 6 kwietnia 2013      | Brian Viloria              | Stany Zjednoczone            | WBA Super, WBO          | 0             |
| grudzień 2012 | 22 kwietnia 2015     | Juan Carlos Reveco         | Argentyna                    | WBA                     | 6             |
| Reveco od 10 czerwca 2011 po zwycięstwie nad Jeanem Piero Perezem był mistrzem tymczasowym WBA. Po zdobyciu przez Vilorię tytułu supermistrza został awansowany na mistrza regularnego. |                      |                            |                              |                         |               |
| 6 kwietnia 2013 | Nadal                | Juan Francisco Estrada     | Meksyk                       | WBA Super, WBO          | 4             |
| 8 kwietnia 2013 | 5 września 2014      | Akira Yaegashi             | Japonia                      | WBC                     | 3             |
| 22 stycznia 2014 | Nadal                | Amnat Ruenroeng            | Tajlandia                    | IBF                     | 4             |
| Ruenroeng zdobył wakujący tytuł po pokonaniu Rocky’ego Fuentesa na punkty. |                      |                            |                              |                         |               |
| 5 września 2014 | Nadal                | Román González             | Nikaragua                    | WBC                     | 2             |
| 22 kwietnia 2015 | Nadal                | Kazuto Ioka                | Japonia                      | WBA                     | 0             |